# یوسف بک
یوسف بک (به عربی: یوسف بک) یک روستا در سوریه است که در ناحیه مرکز جرابلس واقع شده‌است. یوسف بک ۱٬۱۳۸ نفر جمعیت دارد.